# Euphiletos (Vasenmaler)
Euphiletos (altgriechisch Εὐφίλετος) war wahrscheinlich ein attisch-schwarzfiguriger Vasenmaler, tätig in der Mitte des 6. Jahrhunderts v. Chr. in Athen.
Er ist nur durch seinen Namen auf einem schwarzfigurigen Pinax aus Eleusis mit Darstellung einer Frau mit Diadem und eines Mannes mit Szepter bekannt. Unsicher ist aber, ob er der Vasenmaler oder vielleicht der Weihende war, da von der Inschrift nur ΕΥΦΙΛΕΤΟ{Σ} (EUPHILETOS) erhalten ist und dahinter sowohl epoiesen oder egraphsen (so Beazley), als auch anetheken ergänzt werden kann.